# Ryby

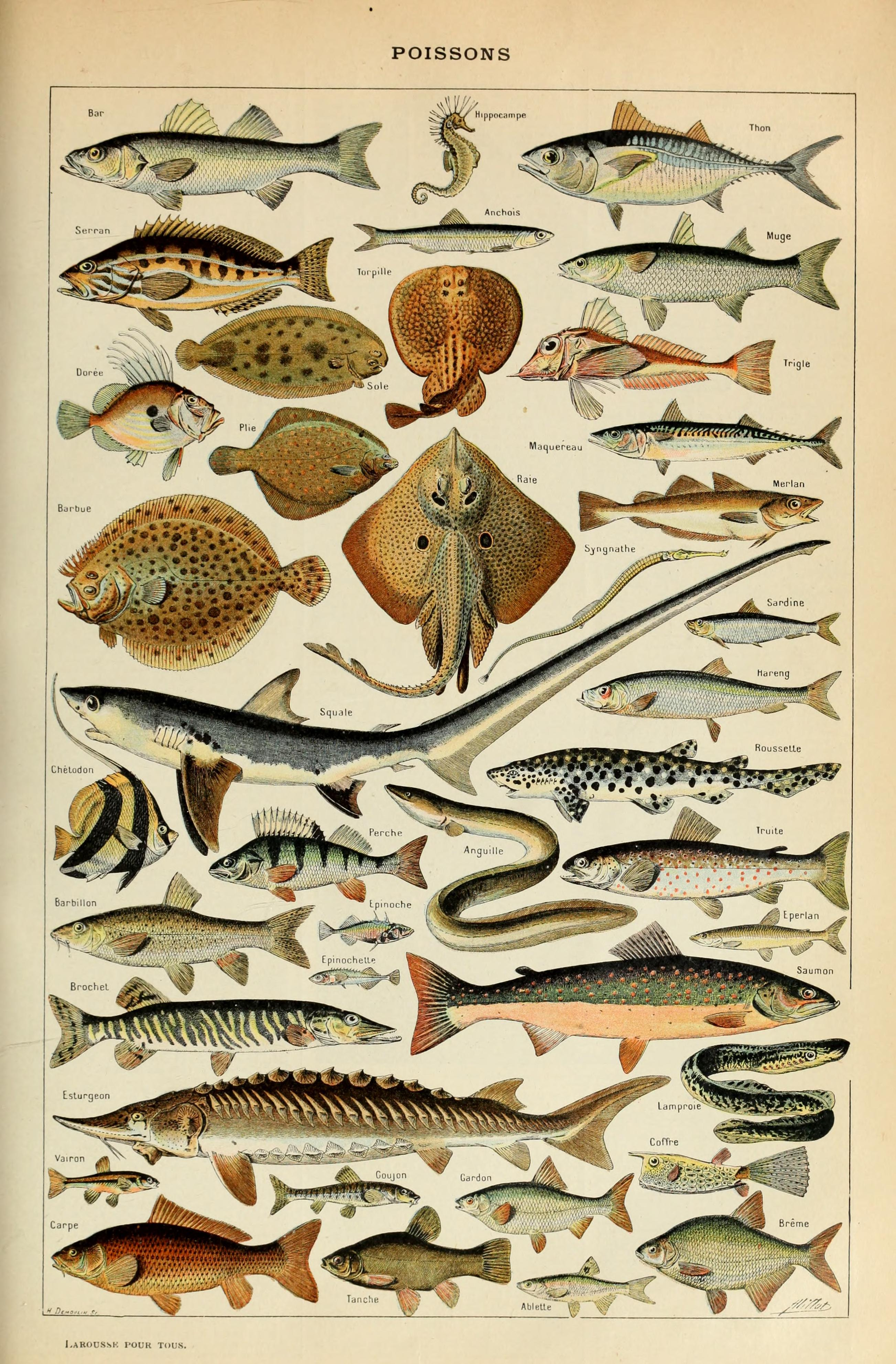
Ryby – zróżnicowane przykłady

Ryby – tradycyjna nazwa zmiennocieplnych, pierwotnie wodnych kręgowców, oddychających skrzelami i poruszających się za pomocą płetw. Obejmuje bezżuchwowce krągłouste (Cyclostomata) oraz mające szczęki ryby właściwe (Pisces).
Ryby stanowią najliczniejszą i najbardziej zróżnicowaną grupę współcześnie żyjących kręgowców (ponad połowę). Różnią się od siebie pod względem budowy zewnętrznej i wewnętrznej, ubarwienia oraz przystosowania do warunków środowiska. Ponad 32 tysiące współcześnie żyjących gatunków opisano naukowo, a co roku naukowcy opisują 100–150 nowych gatunków morskich i nieco więcej słodkowodnych. Szacuje się, że nie odkryto jeszcze co najmniej 5000 gatunków, głównie ryb głębinowych ze strefy klimatu tropikalnego. W Polsce występuje około 120 gatunków.
Dział zoologii zajmujący się rybami to ichtiologia.

## Występowanie
Wszystkie typy zbiorników wodnych na Ziemi z wyjątkiem zbiorników o skrajnie trudnych warunkach. Ryby występują we wszystkich strefach oceanów. Największym bogactwem gatunków ryb wyróżnia się strefa otwartej toni wodnej, liczne gatunki występują również w strefie dennej.

## Cechy charakterystyczne
- opływowe ciało, kształtu zwykle wrzecionowatego, przystosowane do pokonywania oporu wody
- głowa łączy się z tułowiem nieruchomo, nie występuje odcinek szyjny
- szkielet chrzęstny, częściowo skostniały lub kostny
- otwór gębowy zaopatrzony w ruchome szczęki (nie dotyczy krągłoustych)
- płetwy parzyste: piersiowe i brzuszne, nieparzyste: grzbietowa, ogonowa i odbytowa
- skóra u większości gatunków pokryta łuskami, u niektórych naga (bez łusek), gruba, z licznymi gruczołami śluzowymi
- u wielu gatunków występuje pęcherz pławny
- oddychają skrzelami, niektóre mogą oddychać powietrzem atmosferycznym dzięki uchyłkom jelita
- większość ma charakterystyczny dla ryb narząd – linię boczną
- zmiennocieplne
- zamknięty układ krążenia
- rozdzielnopłciowe
- w większości jajorodne

| ← mln lat temuRyby |          |            |          |          |           |         |          |         |          |           |      |    |
| Prekambr←4,6 mld   | Kambr541 | Ordowik485 | Sylur443 | Dewon419 | Karbon359 | Perm299 | Trias252 | Jura201 | Kreda145 | Paleog.66 | Ng23 | Q2 |

## Ekologiczne grupy rozrodcze ryb
Wśród ryb rozwinęły się różnorodne strategie rozrodcze. Jednym z elementów z tym związanych jest miejsce składania ikry. Z tego względu wyróżniane są ekologiczne grupy rozrodcze:
- ryby litofilne – składają ikrę na twardym, piaszczysto-kamienistym podłożu, w miejscach płytkich o dobrze natlenionej wodzie,
- ryby speleofilne – ryby litofilne ukrywające ikrę pod kamieniami,
- ryby fitofilne – składają ikrę na częściach roślin w wodach stojących,
- ryby psammofilne – składają ikrę przy brzegach pokrytych roślinnością, na częściach roślin lub na podłożu (np. żwirze lub piasku),
- ryby pelagofilne – których ikra swobodnie unosi się w wodzie, w strefie pelagialnej,
- ryby pelagolitofilne – składają ikrę na twardym podłożu, ale ta jest zabierana przez nurt wody i unoszona nad dnem,
- ryby ostrakofilne – składają ikrę do jamy płaszczowej małży,
- ryby ochraniające ikrę – składają ikrę do gniazd, zagłębień, szczelin skalnych, muszli mięczaków lub inkubują w pysku jednego z rodziców, pilnują jej, a niektóre opiekują się również potomstwem.

## Znaczenie gospodarcze

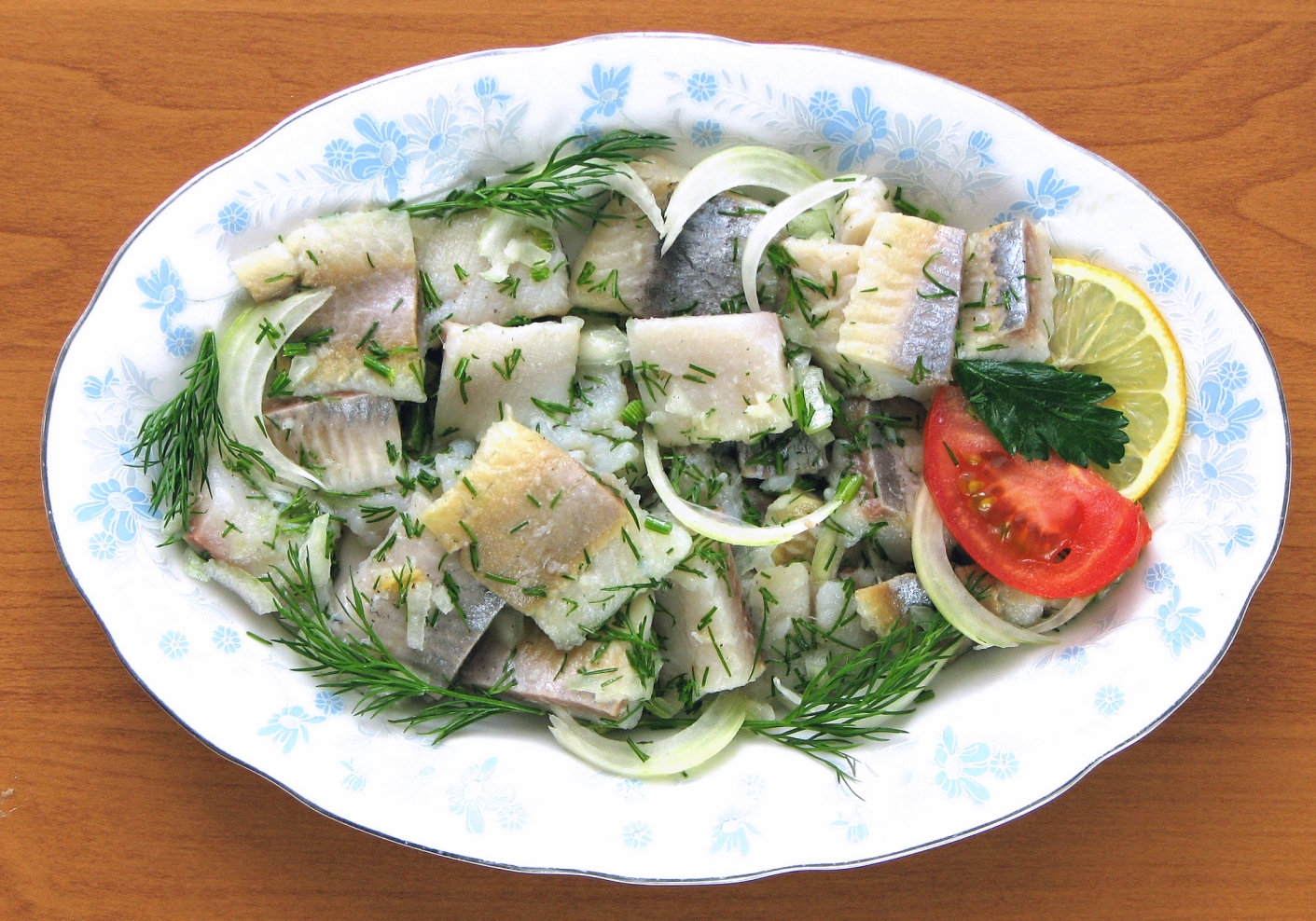
Przykładowe danie rybne

Ryby przetwarzają bezużyteczne – z punktu widzenia człowieka – rośliny i zwierzęta wodne na wartościowe dla niego mięso. Są wykorzystywane na całym świecie w celach konsumpcyjnych, przemysłowych oraz rekreacyjno-poznawczych:
- konsumpcja (pożywienie) – od najdawniejszych czasów ryby są jednym z podstawowych składników pożywienia człowieka. Rybie mięso jest łatwo przyswajalne i wartościowe pod względem odżywczym. Zawiera wysokiej jakości białko, jod, fosfor, potas, wapń oraz witaminy A i D.
- przemysł – dostarczają surowca dla przemysłu rybnego, farmaceutycznego, do produkcji nawozów, klejów, karmy dla zwierząt i innych (np. z łusek uklei produkowano sztuczne perły i inne tanie imitacje klejnotów).
- akwarystyka – stanowią obiekt badań naukowców (laboratoria, ośrodki naukowe), są prezentowane w akwariach publicznych, hodowane w akwariach prywatnych. Istnieje wiele firm wyspecjalizowanych w poławianiu, hodowli i dystrybucji ryb akwariowych.
- wędkarstwo – popularny na całym świecie rodzaj hobby i sportu polegający na łowieniu ryb przy pomocy wędki.
- są bioindykatorami czystości wód (np. pstrąg potokowy i sieja).

## Zagrożenia
Odmienne środowiska, w jakich żyją ludzie i ryby nie zmniejszają faktu, że wzajemnie mogą być dla siebie zagrożeniem.
Zagrożenia dla człowieka:
- niebezpieczeństwo pogryzienia – wiele gatunków dużych, drapieżnych ryb (rekiny, barrakudy) jest zdolnych do zaatakowania człowieka, który z ich punktu widzenia naruszył ich terytorium (np. podczas kąpieli),
- niebezpieczeństwo zatrucia – mięso ryb jest uważane za smaczne i zdrowe, jednak istnieją gatunki, a nawet całe rodziny ryb, których mięso jest dla człowieka śmiertelnie trujące (takifugu, rozdymkokształtne). Inne natomiast są wyposażone w kolce połączone z gruczołem jadowym (skorpenokształtne).

Zagrożenia dla ryb:
- przełowienie – nadmierna, niekontrolowana eksploatacja łowisk,
- zatrucie środowiska – ograniczanie obszaru występowania gatunków poprzez pogarszanie parametrów wody.

## Systematyka
Ryby stanowią takson parafiletyczny, ponieważ każdy klad obejmujący ryby obejmuje również czworonogi (Tetrapoda), które nie są rybami. Z tego powodu tradycyjnie rozumiane ryby (Pisces) nie są już traktowane jako jednostka taksonomiczna.
Obecnie zwierzęta zaliczane do ryb dzielone są na gromady:
- śluzice (Myxini)
- cefalaspidokształtne (†Cephalaspidomorphi)
- Petromyzontida (obejmuje minogi)
- ryby pancerne (†Placodermi)
- ryby chrzęstnoszkieletowe (Chondrichthyes)
- fałdopłetwe (†Acanthodii)
- ryby kostnoszkieletowe (Osteichthyes, w tym czworonogi).

## Galeria

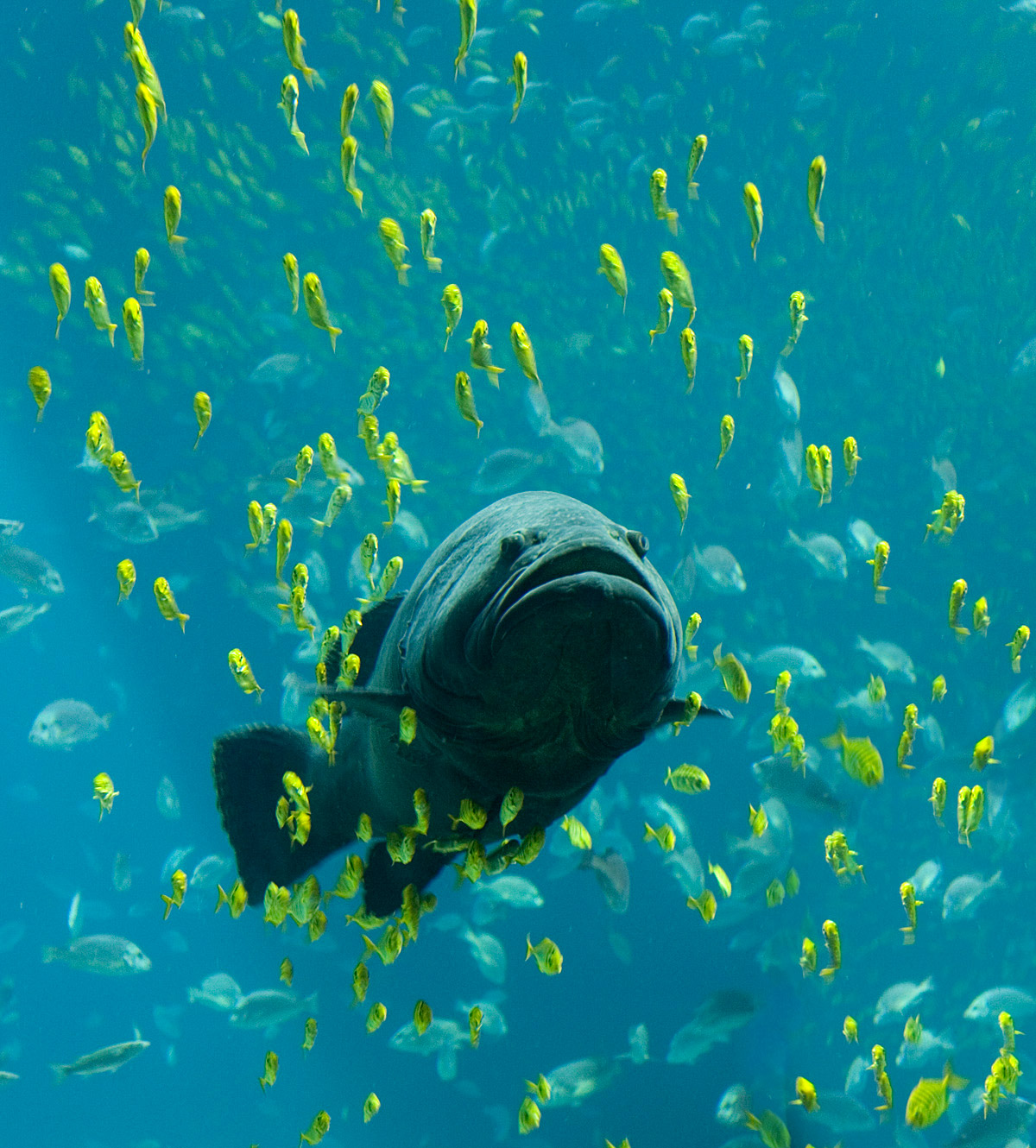
Itajara goliat
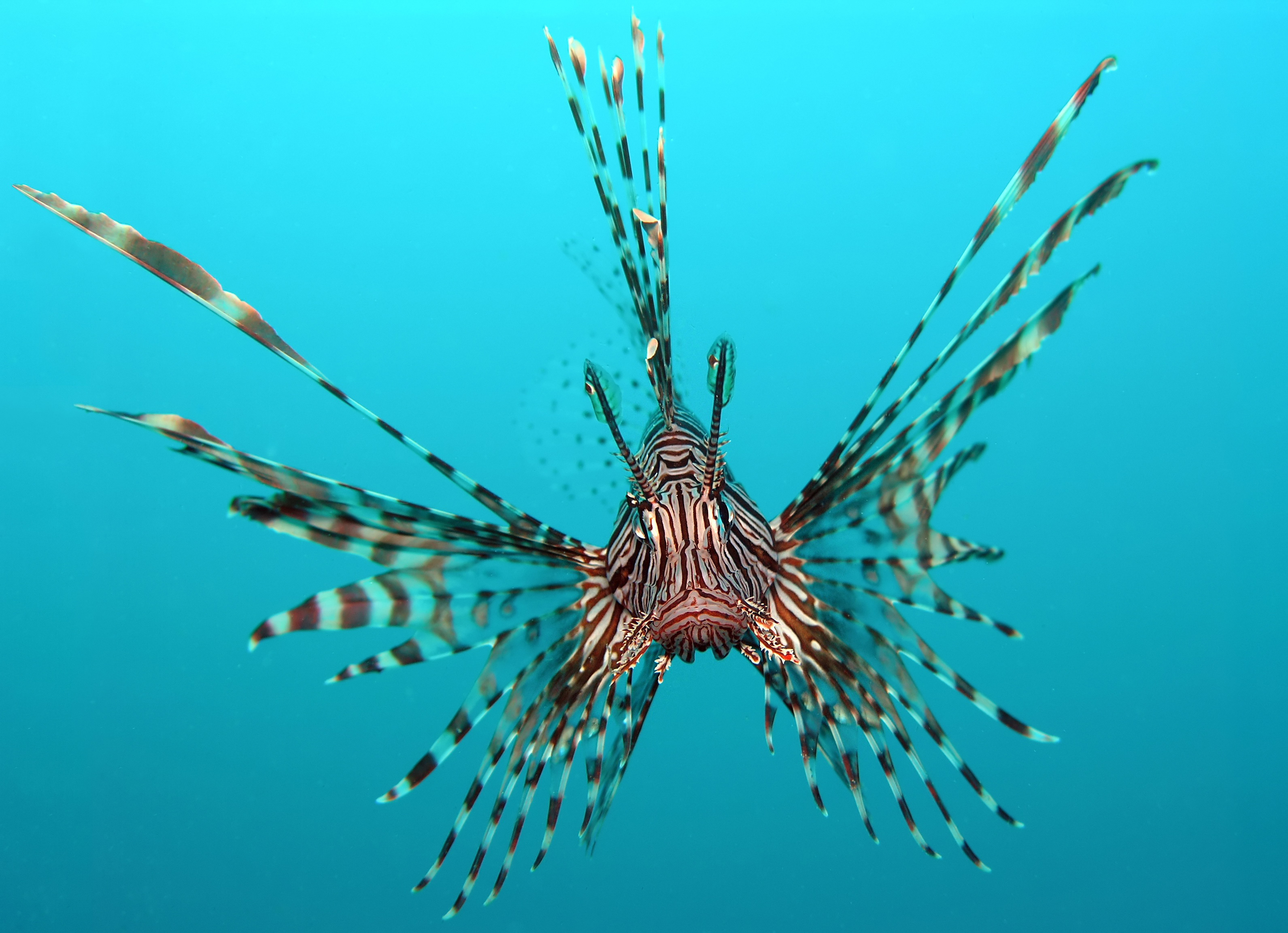
Ognica pstra
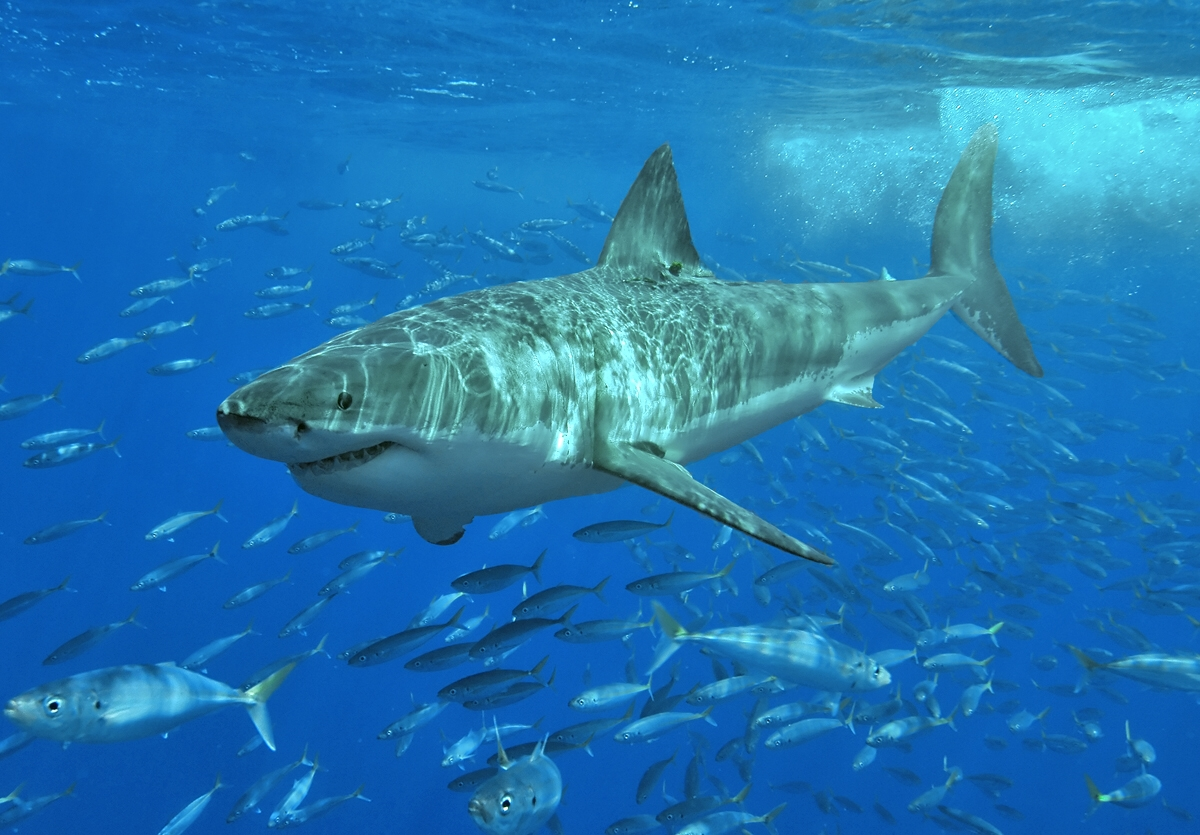
3-tonowy żarłacz biały z wyspy Guadalupe
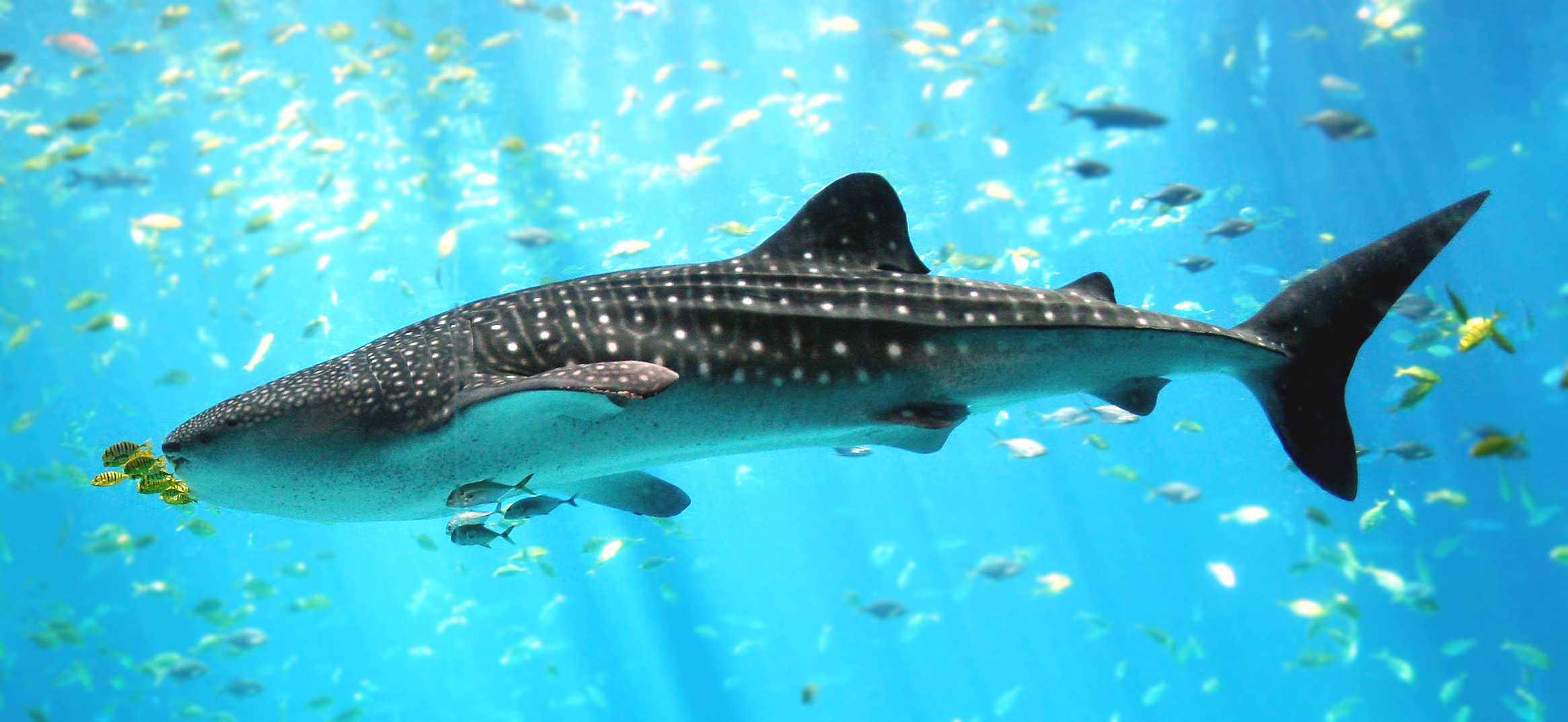
Rekin wielorybi – największa ryba świata